# Lazarus Long
Lazarus Long es el más emblemático y conocido personaje de ficción de Robert A. Heinlein, un autor clave de la Edad de Oro de la ciencia ficción (1938-1950).

## El personaje
Lazarus Long nace con el nombre de Woodrow Wilson Smith en 1912 (línea temporal 2), como miembro de la tercera generación de las llamadas "Familias Howard". Son éstas un intento de crear humanos más longevos mediante matrimonios selectivos, incentivados por la Fundación Ira Howard. Pero, incluso dentro de las Familias Howard, Lazarus es un caso único; como su nombre sugiere, su longevidad es prodigiosa, llegándose a insinuar que es realmente inmortal. En su última aparición en las novelas lleva viviendo más de dos mil años con la ayuda de tratamientos de rejuvenecimiento ocasionales que también reciben muchas otras personas de su universo ficticio.
En Los hijos de Matusalén, Long menciona que visitó a Hugo Pinero, el científico que aparece en el primer relato de Heinlein publicado, Life-Line. Pinero había inventado una máquina capaz de predecir con precisión el momento de la muerte, pero no quiso decirle a Lazarus el resultado de su medición, devolviéndole el dinero que había pagado por ella.
El personaje es descrito como pelirrojo, de nariz grande, ojos verdigrises y encantadoramente amoral.
Suele vestir falda escocesa y es notoria su desconfianza hacia la autoridad. Es también un individualista consumado y además terriblemente testarudo.
En Tiempo para amar se cuenta que Lazarus ha vivido viajando de un mundo a otro, estableciéndose periódicamente y escapando cuando la situación se vuelve demasiado reglamentada para su gusto.
El personaje Lazarus sirve de vehículo para muchas de las temáticas favoritas del autor, como el amor libre, el individualismo, la libertad, los viajes en el tiempo, los universos paralelos, etc.

### Obras en las que aparece
- Methuselah's Children (Los hijos de Matusalén), 1941, reescrita en 1958 - Personaje principal
- Time Enough For Love (Tiempo para amar), 1973 - Personaje principal
- The Notebooks of Lazarus Long, 1978 -  Recopilación de aforismos atribuidos al personaje
- The Number Of The Beast (El número de la Bestia), 1980 - Personaje secundario
- The Cat Who Walks Through Walls (El gato que atraviesa las paredes), 1985 - Personaje secundario
- To Sail Beyond The Sunset (Viaje más allá del crepúsculo), 1987 - Personaje secundario

Lazarus Long aparece por vez primera en Methuselah's Children (Los hijos de Matusalén), publicada a modo de serie en la revista Astounding Science Fiction en 1941. Sin embargo el autor realizó una profunda revisión de esta obra en 1958, y es esta revisión el texto definitivo y más conocido.
En él nos cuenta el exilio fuera del sistema solar de las Familias Howard, liderado por Lazarus Long, tras ser descubiertas y rechazadas por el resto de los humanos de la Tierra.
Continúan sus aventuras en Time Enough For Love (Tiempo para amar), una extensa novela en la que conocemos algunas de las muchas vidas, ocupaciones y nombres del personaje a lo largo de siglos y planetas.
Cabe señalar que en español Methuselah's Children ha sido publicado en ocasiones con el título Las 100 vidas de Lazarus Long, el cual había sido pensado originalmente para Time Enough For Love, con el que parece encajar mejor.
En 1978 se publicó The Notebooks of Lazarus Long, un libro de aforismos atribuidos al personaje, en gran parte extraídos de Tiempo para amar, ya que cada capítulo de esta novela empieza con alguna sentencia suya.
Sabremos algo más de Lazarus, ya no como personaje principal pero todavía con gran importancia en la trama, en las novelas  The Number Of The Beast (El número de la Bestia), The Cat Who Walks Trough Walls (El gato que atraviesa las paredes) y To Sail Beyond The Sunset (Viaje más allá del crepúsculo). En ellas se va perfilando una sorprendente convergencia entre los distintos universos de varias obras del autor, e incluso de otros autores, y Lazarus Long está en el centro de todo ello.